# نولان لحمي
نولان لحمي (الاسم العلمي:Nolana carnosa) هو نوع نباتي يتبع جنس النولان من فصيلة الباذنجانية.